# Baskervilles Hund (film fra 1914)
Baskervilles Hund er en tysk stumfilm fra 1914 af Rudolf Meinert.

## Medvirkende
- Alwin Neuss som Sherlock Holmes.
- Friedrich Kühne som Stapleton.
- Hanni Weisse som Laura Lyons.
- Erwin Fichtner som Henry von Baskerville.
- Andreas Van Horn som Barrymore.